# Tablas iliacas

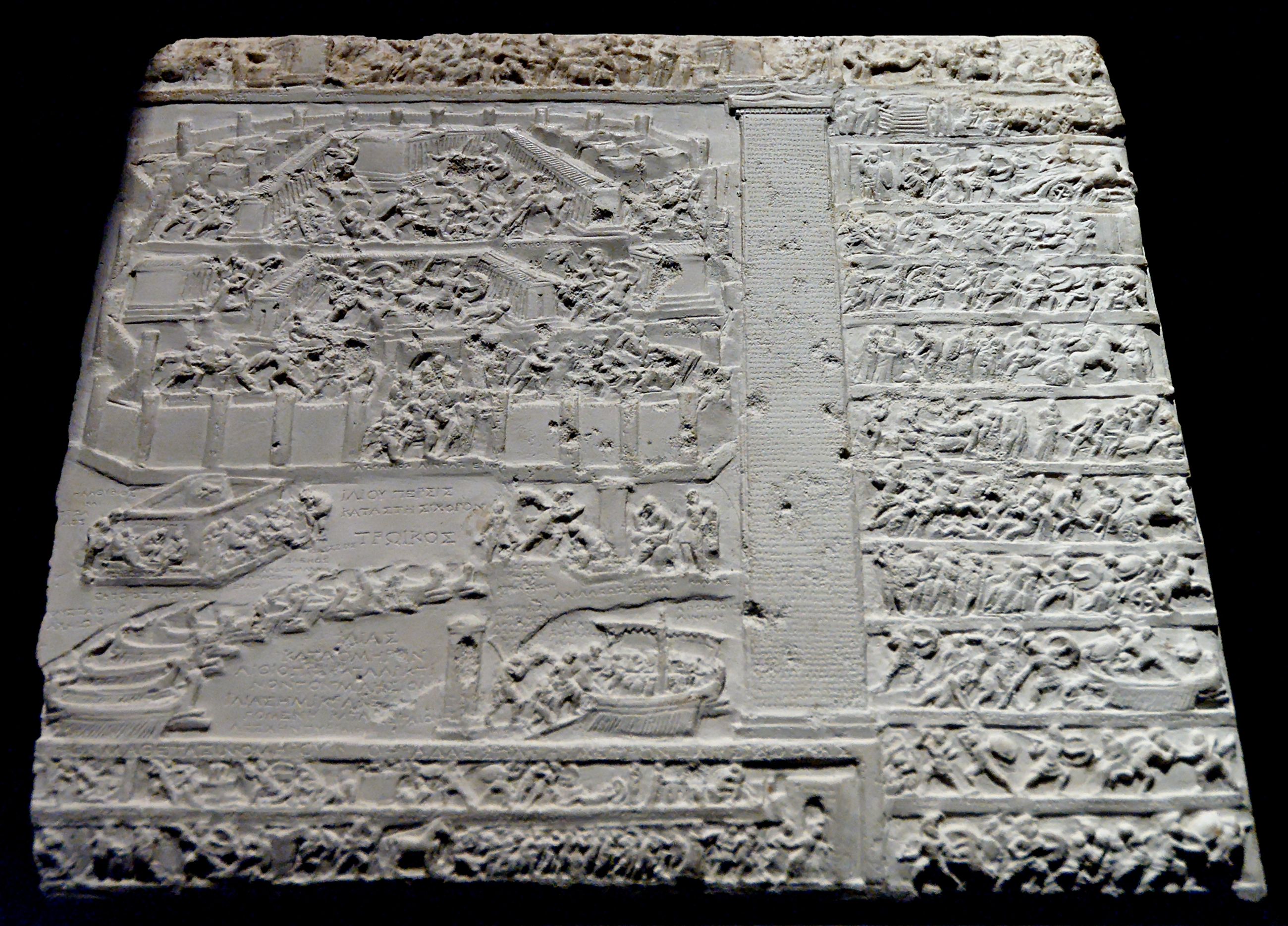
Tabula Iliaca Capitolina, obra romana,

Las tablas iliacas son una colección de 22 placas de piedra (pinakes), en su mayoría de mármol, con bajorrelieves que representan escenas de la poesía épica griega, especialmente de la Ilíada y la guerra de Troya. Todas pertenecen al período temprano del Imperio romano, y parecen provenir de dos talleres romanos, uno de los cuales parece haber sido diseñado para satisfacer a una clientela de aspiraciones más modestas.

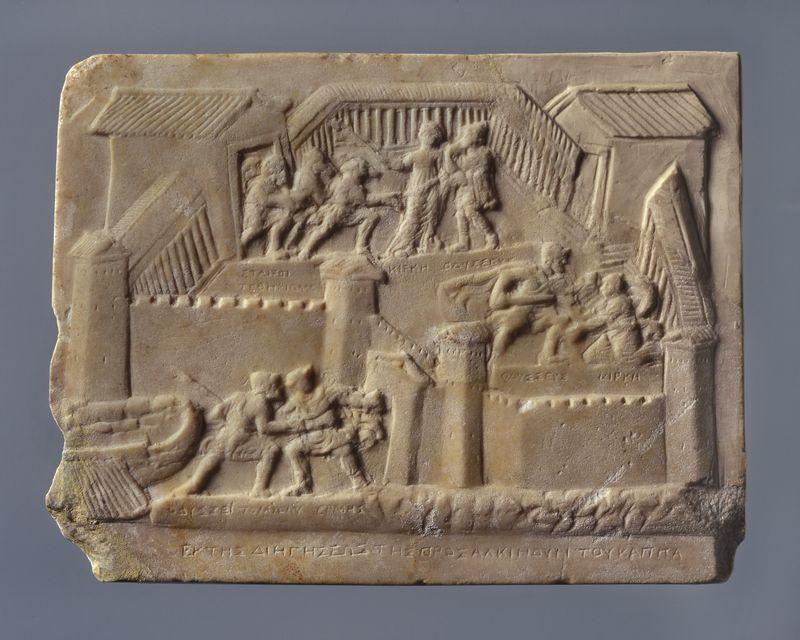
Una Tabula Iliaca del Museo Nacional de Varsovia, llamada "Tabula Rondanini"

## Descripción de las tablas
El término se aplica convencionalmente a unos veintiún paneles de mármol tallados en bajorrelieve muy pequeño en rectángulos en miniatura con inscripciones etiquetadoras que rodean típicamente un bajorrelieve central más grande y textos grabados cortos en el anverso. Poco se puede decir sobre sus tamaños, ya que ninguna sobrevive completa. Parece que la tabla rectangular más grande mide 25 cm por 42 cm. Las escenas del borde, cuando se pueden identificar, se derivan en gran medida del Ciclo épico; once de las pequeñas tabletas de mármol son representaciones pictóricas pequeñas de la Guerra de Troya que representan episodios de la Ilíada, incluyendo dos circulares sobre el escudo de Aquiles. Otros seis paneles representan el saqueo de Ilión. En el reverso de la Tabula Borgia hay una lista de títulos y autores de obras épicas, con esticometría, una lista del número de líneas en cada épica; aunque esto ha causado gran interés, W. McLeod demostró que, lejos de representar la tradición de la erudición helenística, en cada caso donde los hechos se pueden verificar con el canon aceptado, el compilador de la Tabla Borgia yerra, citando una Dánaides no atestiguada en otros lugares, atribuyendo un nuevo poema a Arctino. McLeod sugiere que se trata de una falsificación literaria diseñada para impresionar a los nuevos ricos encarnados por el personaje ficticio Trimalción, quien está convencido de que Troya fue tomada por Aníbal; Nicholas Horsfall encuentra la "combinación de error y erudición" diseñada para impresionar a esos consumidores recién educados ávidos de cultura con pruebas llamativas pero espurias de su erudición: "La Tabla Borgia es una pretensión de alfabetización para los analfabetos," es la conclusión de McLeod. Michael Squire ve en ellas un producto más sofisticado.

### Tabula Iliaca Capitolina
Uno de los ejemplos más completos que se conservan es la Tabula Iliaca Capitolina, que fue descubierta alrededor de Bovillae, cerca de Roma. La tableta data del principado de Augusto, alrededor del 15 a. C. Los bajorrelieves representan numerosas escenas de la Guerra de Troya, con leyendas, incluida una imagen de Eneas subiendo a bordo de un barco después del saqueo de Troya. La leyenda de la talla atribuye su representación a un poema de Estesícoro en el siglo VI a. C. aunque ha habido mucha escepticismo académico desde mediados del siglo XIX. El Atlas de Antigüedades Clásicas (1895) de Theodor Schreiber incluía una descripción línea por línea de la tableta con dibujos lineales. La Tabula Iliaca Capitolina se encuentra actualmente en los Museos Capitolinos de Roma.